# Eleccions generals de Tanzània de 1965
El 26 d'octubre de 1980 es van celebrar eleccions generals en Tanzània. El país era llavors un estat unipartidista, amb el Partit de la Revolució (CCM) com a únic partit legal, després de la fusió en 1977 de la Unió Nacional Africana de Tanganyika, amb seu en el continent, i el Partit Afro-Shirazi, amb seu a Zanzíbar, que anteriorment havia funcionat com a únic partit legal en les seves zones. Per a les eleccions a l'Assemblea Nacional hi havia dos candidats del mateix partit en cadascuna de les circumscripcions electorals, mentre que les eleccions presidencials eren, en realitat, un referèndum sobre la candidatura del líder del CCM, Julius Nyerere.
La participació dels votants va ser del 71,8% en l'elecció de l'Assemblea Nacional i del 82,7% en les eleccions presidencials, encara que només es va registrar el 32,5% dels 9,8 milions de residents del país.
A més dels diputats triats, hi havia altres 94 membres no triats; els 32 membres del Consell Revolucionari de Zanzíbar, 20 membres proposats per Zanzíbar, 17 comissionats regionals, 15 membres triats per l'Assemblea Nacional i fins a 10 membres proposats pel president.